# Олтар
Олтар или олтарски простор је место у хришћанским црквама где се обавља жртвени обред. У олтару/олтарском простору, на часној трпези (такође названа олтаром) свештеник приноси жртву Богу. Појам олтара или часне трпезе вуче корене из давних верских искустава човечанства.

## Олтарски простор у хришћанској цркви
Олтар је најважнији део хришћанске цркве. Он је уздигнутији од осталог дела храма и у православној цркви је од средишњег дела (наоса) одвојен иконостасом. Реч олтар је латинског порекла и значи узвишени жртвеник, светилиште.
У већини цркава, нарочито у православљу, олтар је окренут према истоку, док се у мањем броју цркава, нарочито у римокатоличанству налази на западу. У жртвенику се на средини налази свети престо (часна трпеза).
Олтар симболично представља небо где по преимућству обитава Бог; сматра се најсветијим местом у храму, па у њега могу улазити само лица посвећена црквеној служби.

## Етимологија
Стари енглески је имао различите правописе alter, altar итд. Коначно, на „олтар“ је можда утицала француска реч autel која потиче од латинских речи altare што значи подијум или позорница, и adolere обожавати, у овом смислу што значи богослужити, поштовати и приносити жртве да би се утицало на силе изван људског разумевања.

## Олтари у антици
- Олтари у антици
- Рогати олтар у Тел Беер Шеви, Израел.
- Старогрчки киликс који приказује хоплита који приноси жртву пред олтаром, око 480. п. н. е. Музеј античке агоре у Атини у Аталовој стои
- Древни Oлтар Пергама, реконструисан у Пергамском музеју, Берлин.
- Опферштајн или жртвена стена у Марија Таферлу, Аустрија. Древни Келти су га користили за приношење жртава, а сада се налази на тргу тамошње базилике.

## Јудаизам
Олтари (хебр. מזבח, мизбе'ах значи „место клања или жртвовања“.) у Хебрејској Библији су обично били направљени од земље или необрађеног камена. Олтари су углавном подизани на упадљивим местима. Први олтар забележен у Хебрејској Библији је онај који је подигао Ноје. Олтаре су подигли Аврам, Исак, Јаков и Мојсије.
Након богојављења на гори Синај, у Табернаклу — а потом и у Храму — коришћена су само два олтара: Олтар за паљенице и Олтар за кађење, оба у близини места где се у то време налазио ковчег завета.

## Хришћанство
Реч „олтар“, на грчком θυσιαστήριον (види: θυσία), појављује се двадесет четири пута у Новом завету. У католичкој и православној хришћанској теологији, Евхаристија је поновно представљање, у дословном смислу једне жртве која се „поново приноси“. Отуда се трпеза на којој се освећује Евхаристија назива олтаром.
Цркве углавном имају један олтар, иако су у западним огранцима хришћанства, као резултат некадашњег напуштања саслужења мисе, тако да су свештеници увек служили мису појединачно, веће цркве су имале једну или више споредних капела, свака са својим олтаром. Главни олтар се називао и „велики олтар”. Од оживљавања саслужења на Западу, Римски мисал препоручује да у новим црквама буде само један олтар, „који ће у сабрању верних означавати једног Христа и једну Евхаристију Цркве“. већина западних цркава из ранијег периода, било римокатоличке или англиканске, могу имати високи олтар у главном делу цркве, са једном или више суседних капела, свака са својим олтаром, на коме се евхаристија може славити радним данима.

### У западним хришћанским црквама
Већина рубрика, чак и у књигама из седамнаестог века и касније, као што је Римски понтификал, наставила је да предвиђа олтар као самостојећи. Обред освећења Цркве је и даље претпостављао да је епископ могао да кружи око олтара приликом освећења цркве и њеног олтара. Упркос томе, са повећањем величине и значаја рередоса, већина олтара је подигнута уз зид или једва одвојена од њега.
У готово свим случајевима, задржала се источна оријентација за молитву, било да је олтар на западном крају цркве, као у свим најранијим црквама у Риму, у ком случају је свештеник који служи мису био окренут ка забрани и улазу у цркву, или да ли је била на источном крају цркве, у ком случају је свештеник био окренут источној апсиди и леђима окренут конгрегацији. Ова разноликост је препозната у рубрикама Римског мисала од типичног издања папе Климента VIII из 1604. до издања папе Јована XXIII из 1962: „Si altare sit ad orientem, versus populum ...“
Када су постављени близу зида или га додирују, олтари су често били надвишени рередосом или олтарском сликом. Ако су слободно стојећи, могли би се поставити, као и у источном хришћанству, у циборијум (понекад назван балдахин).
Правила у вези са данашњим обликом литургије римског обреда проглашавају самостојећи главни олтар „пожељним где год је то могуће“. Слично, у англиканској заједници, рубрике Књиге заједничких молитви претпостављале су да је олтар фиксиран уз зид, све док ревизија Молитвеника у двадесетом веку није уклонила језик који је попримио било који посебан облик олтара.
Као и олтари у структурном смислу, на Западу је постало уобичајено да има оно што се на латинском назива altaria portatilia (преносиви олтари), који се на енглеском чешће назива „олтарско камење“. Свештеник је на путовању могао понети један са собом и ставити га на обичан сто за служење мисе. Уметани су и у средиште структуралних олтара, посебно оних од дрвета. У том случају, управо се олтарски камен литургијски сматрао олтаром. Римски понтификал је садржао обред за истовремено благосиљање неколико ових олтарских камена. На Истоку је антимензија служила и служи истој сврси.
Термин „покретни олтар“ или „преносиви олтар“ сада се користи за структурни олтар у пуној величини, са или без уметнутог олтарског камена, који се може померати.‍(298)

#### Католичка црква
Свака источна католичка црква следи своје сопствене традиције, које уопштено одговарају онима сличних источних православних или оријенталних православних цркава. Све хришћанске цркве имају олтар на коме се приноси причешће као „трпезу Господњу“ (трапеза Кирију) коју помиње Свети Павле. Овде наведена правила припадају латинској цркви.
Латинска црква прави разлику између фиксних олтара (оних причвршћених за под) и покретних олтара (они који се могу померити) и наводи: „Пожељно је да у свакој цркви постоји фиксни олтар, пошто он јасније и трајније означава Исуса Христа, живи камен. На другим местима одређеним за свете прославе, олтар може бити покретан.“‍(298)
Фиксни олтар би генерално требало да буду на врху плочом од природног камена, у складу са традицијом и значајем који се олтару приписује, али је на многим местима дозвољено достојанствено, добро обрађено пуно дрво; ослонци или основа фиксног олтара могу бити од било ког достојанственог чврстог материјала. Покретни олтар може бити од било ког племенитог чврстог материјала погодног за литургијску употребу.‍(301)
Литургијске норме наводе:
Прикладно је да се сачува традиција римске литургије о стављању моштију мученика или других светаца испод олтара. Међутим, треба напоменути следеће:
(а) Реликвије намењене одлагању треба да буду довољно велике да се могу препознати као делови људских тела. Отуда се не смеју одлагати сувише мале мошти једног или више светаца.
(б) Највећа пажња се мора посветити утврђивању да ли су реликвије намењене полагању аутентичне. Боље је да олтар буде посвећен без реликвија него да се испод њега ставе реликвије сумњиве веродостојности.
(ц) Реликвијар се не сме стављати на олтар или у трпезу олтара; мора бити испод олтарске трпезе, како дизајн олтара може да дозвољава.
Ова последња норма експлицитно искључује праксу уобичајену у последњим вековима уметања моштију у посебно створену шупљину унутар трпезе олтара или олтарског камена. Искључено је и постављање моштију чак и у подножје покретног олтара.

## Слике
- Православни олтар Владимирског скита у Валаму
- Распоред простора у православној цркви
- Црква Светог Илије, Балиновац